# Bertrand Abissonono
Bertrand Abissonono, né le 10 décembre 1982, est un joueur et entraîneur de football camerounais. Il évoluait au poste de défenseur droit ou central. 

## Carrière
Abissonono est capitaine de l'équipe du Cameroun de beach soccer avec laquelle il dispute trois matchs de la Coupe du monde de beach soccer 2008 à Marseille.
Comme footballeur il évolue au Red Star (qui l'a repéré dans le club voisin de l'USM Audonienne) de 2009 à 2012, en CFA puis en championnat National. Il en est le capitaine la dernière année.
En 2013, il devient accompagnateur des equipes des jeunes aux seniors de l'usma en apportant son expérience et son expertise